# Nádasdy Kálmán

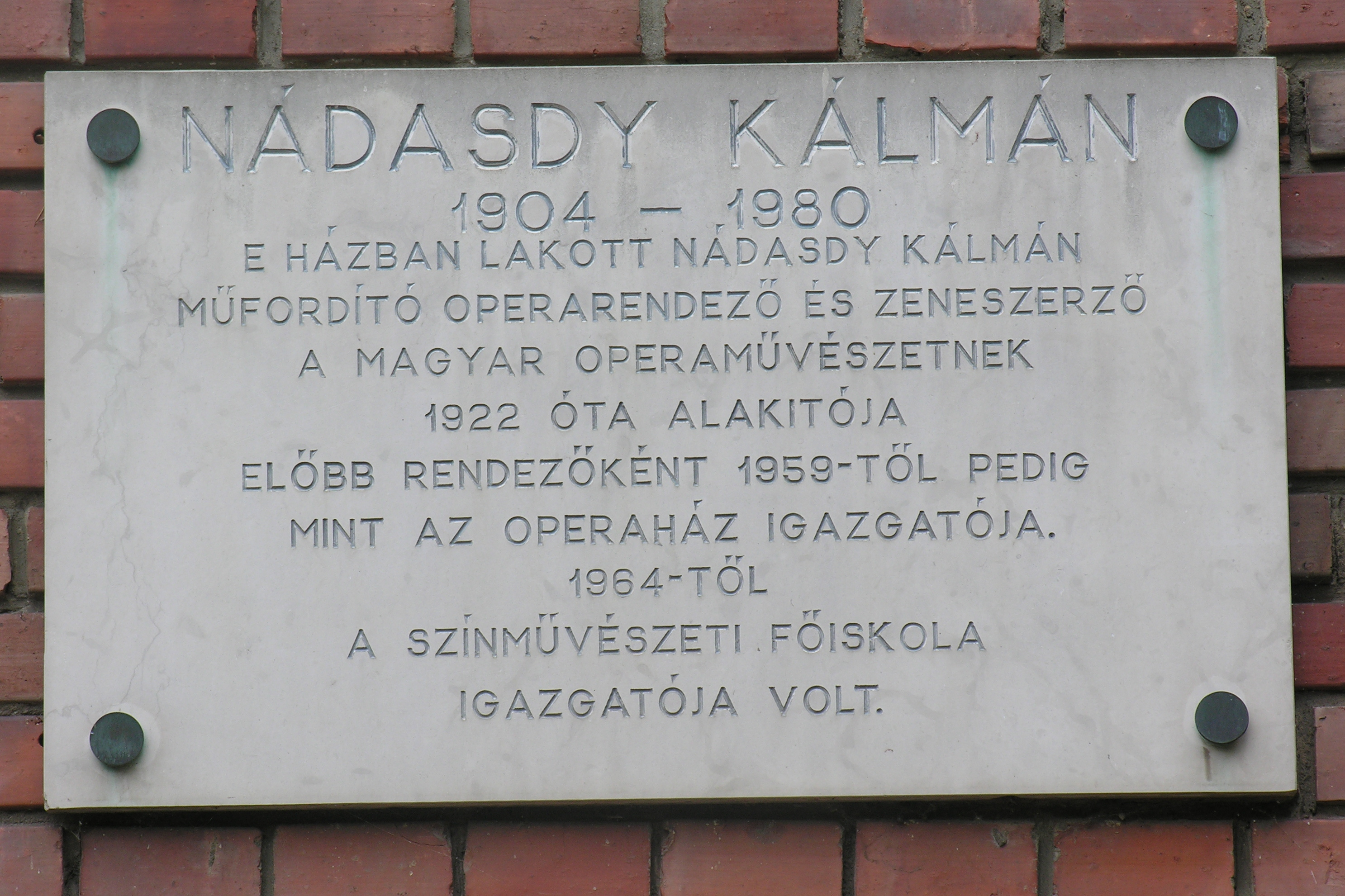
Nádasdy Kálmán
emléktáblája egykori lakhelyén,
a Virányos út 2/b szám alatt

Nádasdy Kálmán, született: Graf Kálmán Ignác, névváltozat: Graff, külföldön: Kálmán von Nádasdy (Budapest, 1904. november 25. – Budapest, 1980. április 17.) háromszoros Kossuth-díjas magyar opera-, színházi és filmrendező, színészpedagógus, színházigazgató, műfordító.

## Életpályája
Graf Ignác ügyvéd és Eltér Ilona gyermekeként született. 1923-ban segédrendezőként került a budapesti Operaházhoz. 1926 és 1932 között zeneszerzést tanult a Zeneakadémián, ahol Kodály Zoltán volt a tanára. 1933-ban az Operaház rendezője, majd 1941-től főrendezője lett, 1957 és 1966 között vezető főrendezője, 1959 és 1966 között pedig igazgatója volt.
Rendszeresen rendezett külföldi színházakban is. 1938-ban a milánói Scalában (Puccini: Turandot), majd 1940-ig a firenzei Maggio Musicale keretében (Bartók: A kékszakállú herceg vára, Kodály: Székely fonó), 1948-ban Palermóban (Offenbach: Hoffmann meséi), a Veronai Arénában (Bizet: Carmen), 1950-ben pedig a bécsi Staatsoperben (Puccini: Bohémélet) és Helsinkiben (Erkel: Bánk bán) rendezett.
1938-ban, 1946-tól 1949-ig, 1954–55-ben, 1959-ben és 1962-ben a Nemzeti Színházban rendezett. 1950–51-ben a Fővárosi Operettszínházban, 1951-ben a Vidám Színpadon és a Madách Színházban, 1956-ban – Zách János invitálására – Kaposváron is rendezett. 1950-től színpadi rendezést tanított a Színház- és Filmművészeti Főiskolán, 1964 és 1974 között pedig a főiskola főigazgatója volt.
Nevéhez fűződik az első színes magyar játékfilm, a Ludas Matyi rendezése 1949-ben, valamint 1953-ban a Föltámadott a tenger című kétrészes játékfilm elkészítése. 1952 és 1957 között a Magyar Színház- és Filmművészeti Szövetség elnöke volt. 1966-ban vonult nyugalomba, az Erkel Színházban és az Operaházban haláláig rendezett. 1980. április 17-én hunyt el, ravatalozása és búcsúztatása az Operaház előcsarnokában történt 1980. április 28-án, ugyanazon a napon délután helyezték örök nyugalomra a Farkasréti temetőben.
Felesége Birkás Lilian operaénekesnő volt. Fiuk Nádasdy Ádám nyelvész, műfordító.

## Színpadi rendezései
- Mozart: Figaro házassága
- Verdi: Don Carlos
- Rossini: Tell Vilmos
- Puccini: Pillangókisasszony
- Puccini: Bohémélet
- Puccini: Tosca
- Puccini: Manon Lescaut
- Erkel Ferenc: Hunyadi László
- Beethoven: Fidelio
- Kodály Zoltán: Székelyfonó
- Bartók Béla: A kékszakállú herceg vára
- Farkas Ferenc: A bűvös szekrény
- Verdi: Otello
- Shakespeare: III. Richárd
- Shakespeare: Othello
- Móricz Zsigmond: Rokonok
- Mozart: Don Giovanni
- Richard Strauss: Salome
- Richard Strauss: Arabella
- Richard Strauss: Daphné
- Moniuszko: Halka

### Rendezései a Bécsi Állami Operában
- Charles Gounod: Faust (1948, 49 előadás)
- Giacomo Puccini: Bohémélet (1938, 62 előadás)

## Műfordításai
- Puccini: A köpeny (1922)
- Puccini: Angelica nővér (1922)
- Puccini: Gianni Schicchi (1922)
- Verdi: Simone Boccanegra (1937)
- Borogyin: Igor herceg (1938)
- Puccini: Manon Lescaut (1940)
- Muszorgszkij: Borisz Godunov (1955)

## Zeneművei
- Körtefa (1932)
- Juhászlegény (1935)

## Kiadványai
- Népdalkórusok (Bárdos Lajossal és Ádám Jenővel, 1933)
- Társas énekek (régi mesterek műveiből férfikarra, saját fordításaival, 1935)

## Filmjei

### Rendezőként
- Karosszék (1939)
- Gül Baba (1940)
- Magdolna (1942)
- Gyávaság (1942)
- Ludas Matyi (1949)
- Föltámadott a tenger (1953)

### Forgatókönyvíróként
- Föltámadott a tenger (1953)
- Bánk bán (1974, tévéváltozat)

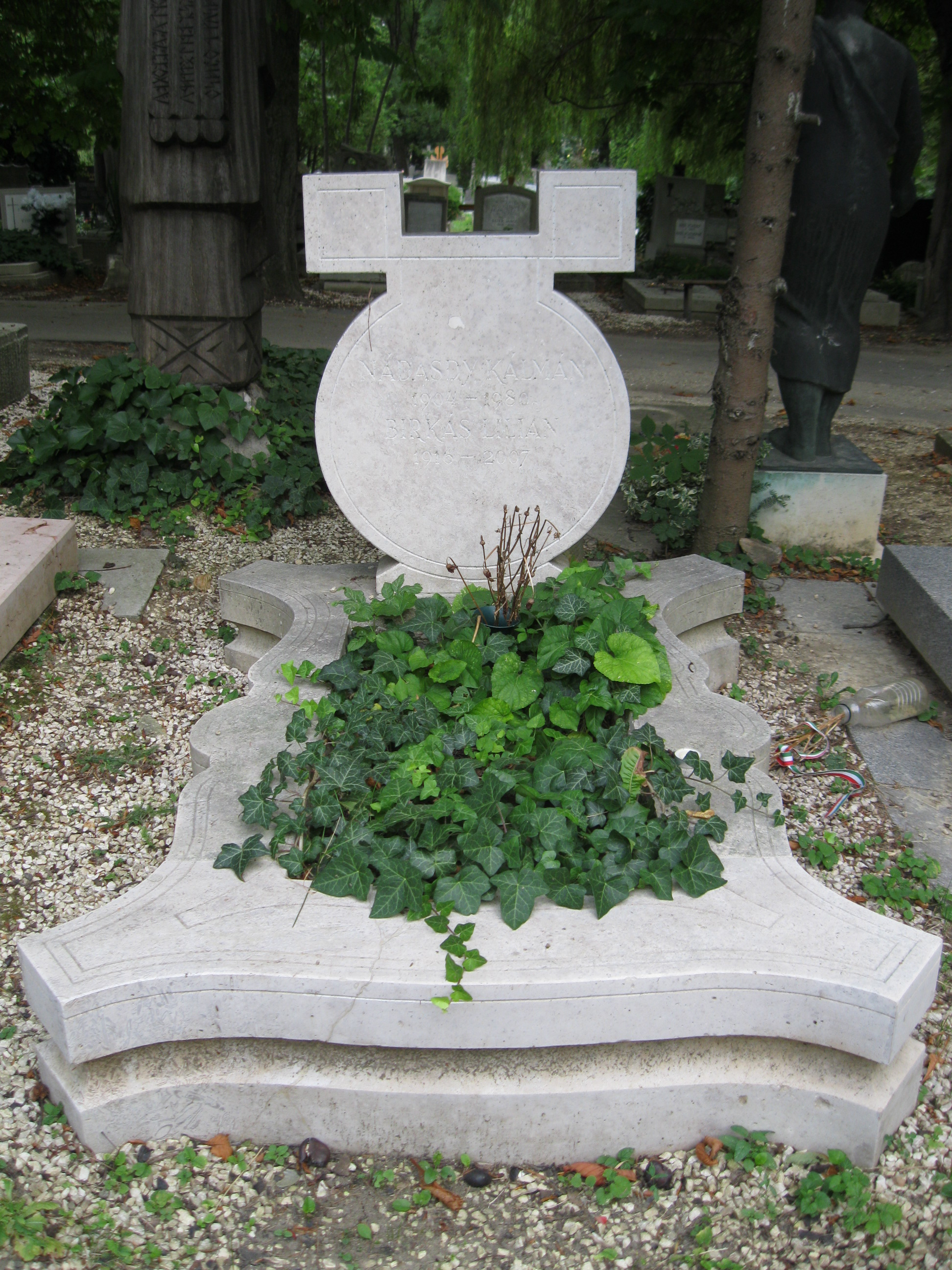
Nádasdy Kálmán és Birkás Lilian sírja a Farkasréti temetőben (25/I-1-53) Alkotó: Melocco Miklós, 1980, 1984

- Gianni Schicchi (1975, tévéváltozat)
- Hunyadi László (1978, tévéváltozat)

## Díjai, elismerései
- Kossuth-díj (1950, 1954, 1965)
- Kiváló művész (1952)
- A Magyar Népköztársaság babérkoszorúval ékesített zászlórendje
- A Magyar Állami Operaház örökös tagja